# Sudamericano de Rugby B 2000
El Sudamericano de Rugby B del 2000 fue el primer torneo de la división "B" y se celebró en la ciudad de São Paulo (Brasil) al mismo tiempo que se disputaba en Uruguay el primero de la división "A" con las selecciones mejor ubicadas en el ranking IRB. Ambos torneos de la Confederación Sudamericana de Rugby sucedieron al XXI Sudamericano de 1998 con el formato anterior en la que competían juntos los equipos de distinto nivel.

## Equipos participantes
- Selección de rugby de Brasil (Los Vitória-régia)
- Selección de rugby de Perú (Los Tumis)
- Selección de rugby de Venezuela (Las Orquídeas)

## Posiciones
| Pos. | Equipo    | Encuentros | Encuentros | Encuentros | Encuentros | Tantos  | Tantos    | Tantos     | Puntos |
| Pos. | Equipo    | jugados    | ganados    | empatados  | perdidos   | a favor | en contra | diferencia | Puntos |
| ---- | --------- | ---------- | ---------- | ---------- | ---------- | ------- | --------- | ---------- | ------ |
| 1    | Brasil    | 2          | 2          | 0          | 0          | 83      | 12        | + 71       | 6      |
| 2    | Venezuela | 2          | 1          | 0          | 1          | 66      | 43        | + 23       | 4      |
| 3    | Perú      | 2          | 0          | 0          | 2          | 13      | 107       | - 94       | 2      |

Nota: Se otorgan 3 puntos al equipo que gane un partido, 2 al que empate y 1 al que pierda

## Resultados[1]

### Primera fecha
| 12 de noviembre | Brasil | 53 - 0  | Perú |  |  |
|                 |        | Reporte |      |  |  |

### Segunda fecha
| 15 de noviembre | Venezuela | 54 - 13 | Perú |  |  |
|                 |           | Reporte |      |  |  |

### Tercera fecha
| 18 de noviembre | Brasil | 30 - 12 | Venezuela |  |  |
|                 |        | Reporte |           |  |  |

| Bandera de Brasil |
| Campeón Brasil    |
| Primer título     |